# 12. април
12. април (12.04) је 102. дан у години по грегоријанском календару (103. у преступној години). До краја године има још 263 дана.

## Догађаји
- 238 — Гордијан II је поражен и убијен у бици код Картагине од нумидијске војске одане Максимину Трачанину.
- 467 — Антемије постаје нови западноримски цар.
- 1204 — Крсташи у Четвртом крсташком рату освојили Цариград.
- 1782 — Британска флота под командом адмирала Џорџа Роднија је поразила француску флоту под командом грофа де Граса у бици код Ле Сента у Западним Индијама.
- 1861 — Нападом снага Конфедерације на тврђаву Самтер у Јужној Каролини почео Амерички грађански рат.
- 1877 — Велика Британија анектирала бурску јужноафричку републику Трансвал.
- 1890 — Почело је уређивање београдске Ботаничке баште на Палилули.
- 1911 — Први непрекидни лет на релацији Лондон-Париз трајао је три сата и 56 минута.
- 1938 — У САД је донет први закон којим се захтева лекарско уверење приликом добијања дозволе за ступање у брак.
- 1941 — Немачке трупе у Другом светском рату ушле у Београд.
- 1945 — Југословенска армија је пробила Сремски фронт и отпочела борбе за завршно ослобођење Југославије.
- 1945 — Хари Труман је положио заклетву као 33. председник САД након смрти Френклина Рузвелта.
- 1946 — Сирија стиче независност од Француске.
- 1954 — Били Хели снима хит „Rock Around the Clock“.
- 1961 — Јуриј Гагарин, совјетски космонаут, постаје први човек који је Земљу облетео у космичком броду - сателиту Восток-1.
- 1961 — Реј Чарлс добија четири награде „Греми“.
- 1963 — У Уједињеном Краљевству објављен је албум Битлса „From Me to You“.
- 1966 — Бомбардери Америчког ратног ваздухопловства извели прве ваздушне нападе на Северни Вијетнам у Вијетнамском рату.
- 1970 — Православна црква у Америци добија аутокефалност од руског патријарха Алексија I.
- 1970 — Совјетска подморница К-8, која је носила четири нуклеарне бојеве главе, је потонула у Бискајском заливу четири дана након пожара на броду.
- 1980 — У војном удару под вођством наредника Семјуела Доа убијен председник Либерије Вилијам Толберт. Доу је потом суспендовао Устав, прогласио се председником и наредио стрељање 13 представника бившег режима.
- 1980 — Олимпијски комитет САД прогласио је бојкот Олимпијских игара у Москви.
- 1980 — Тери Фокс је у Сент Џонсу започео свој Маратон наде.
- 1981 — Свемирски шатл Колумбија је лансиран на своју прву мисију.
- 1985 — Прва синхронизација Ђердапа II
- 1987 — Совјетски космонаути Александар Лавејкин и Јуриј Романенко "шетајући" космосом успешно повезали космички модул са орбиталном станицом "Мир".
- 1992 —
  - Извођењем представе „Трамвај звани жеља“, отворен је Ethel Barrymore theater на Бродвеју.
  - Забележен је други по реду најнижи резултат утакмица NBA лиге (Detroit Piston-NY Knicks: 72:61).
  - Отворен је европски Дизниленд Париз у Marne-la-Vallee, у Француској.
- 1993 — Током контроле зоне забрањеног лета изнад Босне и Херцеговине француски авион Мираж срушио се у Јадранско море.
- 1997 — Бивши албански краљ Лека I вратио се у земљу после 58 година изгнанства.
- 1999 — Током бомбардовања СРЈ авиони НАТО пакта су погодили путнички воз на мосту у Грделичкој клисури, при чему је погинуло 55 путника и више десетина повређено.
- 2001 —
  - У месту Лоран, у Француској, деактивирана бомба из Другог светског рата, тешка 250 kg. Бомба нађена у центру града на градилишту једне дворане, између градске скупштине и стадиона.
  - После интервенције председника САД Џорџа Буша, Кина пристала да, после 11 дана, ослободи 24 члана посаде шпијунског авиона САД.
- 2002 — Председник Венецуеле Уго Чавез поднео оставку под притиском официра, после жестоких сукоба својих присталица и противника у којима је погинуло најмање 17 људи. У року од 48 сати Чавес декретом враћен на место председника.

## Рођења
- 1823 — Александар Островски, руски писац и драматург. (прем. 1886)[1]
- 1871 — Јоанис Метаксас, грчки генерал и политичар. (прем. 1941)[2]
- 1881 — Рудолф Рамек, аустријски политичар, 7. канцелар Аустрије. (прем. 1941)[3]
- 1928 — Харди Кригер, немачки глумац. (прем. 2022)[4]
- 1933 — Монсерат Кабаље, шпанска оперска певачица. (прем. 2018)[5]
- 1941 — Боби Мур, енглески фудбалер и фудбалски тренер. (прем. 1993)[6]
- 1946 — Ед О’Нил, амерички глумац и комичар.[7]
- 1947 — Том Кленси, амерички писац. (прем. 2013)[8]
- 1947 — Дејвид Летерман, амерички ТВ водитељ и комичар.[9]
- 1947 — Вејн Нортроп, амерички глумац. (прем. 2024)[10]
- 1948 — Марчело Липи, италијански фудбалер и фудбалски тренер.
- 1948 — Јошка Фишер, немачки политичар.[11]
- 1951 — Том Нунан, амерички глумац.
- 1956 — Енди Гарсија, амерички глумац и редитељ.[12]
- 1956 — Рајко Којић, српски музичар, најпознатији као гитариста групе Рибља чорба. (прем. 1997)[13]
- 1959 — Небојша Зубовић, српски глумац. (прем. 2010)[14]
- 1961 — Лиса Џерард, аустралијска музичарка и композиторка, најпознатија као чланица групе Dead Can Dance.[15]
- 1962 — Карлос Саинз, шпански рели возач.[16]
- 1965 — Ким Боднија, дански глумац, сценариста и редитељ.[17]
- 1971 — Драган Вукчевић, црногорски кошаркаш.[18]
- 1971 — Шанен Доерти, америчка глумица, продуценткиња и редитељка. (прем. 2024)[19]
- 1973 — Кристијан Панучи, италијански фудбалер и фудбалски тренер.[20]
- 1974 — Силвињо, бразилски фудбалер.[21]
- 1976 — Бред Милер, амерички кошаркаш.[22]
- 1979 — Клер Дејнс, америчка глумица.[23]
- 1979 — Матеја Кежман, српски фудбалер.[24]
- 1979 — Џенифер Морисон, америчка глумица, продуценткиња, редитељка и модел.[25]
- 1983 — Јелена Докић, српска тенисерка.[26]
- 1983 — Девин Смит, амерички кошаркаш.[27]
- 1985 — Олга Серјапкина, руска певачица, најпознатија као чланица групе Серебро.[28]
- 1986 — Марсел Гранољерс, шпански тенисер.[29]
- 1986 — Блерим Џемаили, швајцарски фудбалер.[30]
- 1987 — Брендон Јури, амерички музичар, најпознатији као певач групе Panic! at the Disco.[31]
- 1989 — Адам Ханга, мађарски кошаркаш.[32]
- 1994 — Ерик Баји, фудбалер из Обале Слоноваче.[33]
- 1994 — Николина Милић, српска кошаркашица.[34]
- 1994 — Серше Ронан, ирско-америчка глумица.[35]
- 1995 — Џенифер Брејди, америчка тенисерка.[36]
- 1996 — Матео Беретини, италијански тенисер.[37]
- 1997 — Тамаш Кајдочи, српски дизач тегова.[38]

## Смрти
- 65 — Сенека, римски филозоф и државник (рођ. отприлике 4. п. н. е.).[39]
- 238 — Гордијан I, римски цар, извршио самоубиство. (рођ. 159)[40]
- 238 — Гордијан II, син Гордијана I, убијен у битки током грађанског рата. (рођ. отприлике 192)[41]
- 1684 — Николо Амати, италијански градитељ виолина. (рођ. 1596)
- 1938 — Фјодор Иванович Шаљапин, руски оперски певач. (рођ. 1873)[42]
- 1941 — Владимир Ћоровић, српски историчар (рођ. 1885)[43]
- 1945 — Френклин Делано Рузвелт, 32. председник САД од 1933. године до смрти (рођ. 1882)[44]
- 1962 — Антоан Певзнер, француски вајар руског порекла. (рођ. 1886)[45]
- 1974 — Јевгениј Вучетич, руски вајар. (рођ. 1908)[46]
- 1980 — Вилијам Толберт, председник Либерије. (рођ. 1913)[47]
- 1981 — Џое Луис, амерички боксер. (рођ. 1914)[48]
- 1998 — Љубица Оташевић, српска глумица и кошаркашица. (рођ. 1933)[49]
- 2001 — Љиљана Крстић, глумица. (рођ. 1919)[50]
- 2002 — Миодраг Ковач, југословенски министар.
- 2018 — Зоран Красић, српски политичар. (рођ. 1956)[51]
- 2021 — Данило Јокић, српски игуман Манастира Плужца (рођ. 1952)[52]
- 2024 — Слободан Јанковић (бодибилдер), српски државни првак у фитнесу и бодибилдингу (рођ. 1990).[53]
- 2024 — Роберто Кавали, модни дизајнер из Италије (рођ. 1940).[54]